# 蓬唐魯瓦揚
蓬唐鲁瓦扬（法語：Pont-en-Royans，法語發音：[pɔ̃t‿ɑ̃ ʁwajɑ̃]）是法国伊泽尔省的一个市镇，属于格勒诺布尔区。

## 地理
蓬唐魯瓦揚（45°3'47"N, 5°20'34"E）面积2.9 平方千米，位于法国奥弗涅-罗讷-阿尔卑斯大区伊泽尔省，该省份为法国东南部内陆省份，北起顺时针与安省、萨瓦省、上阿尔卑斯省、德龙省、阿尔代什省、卢瓦尔省和罗讷省。
与蓬唐魯瓦揚接壤的市镇（或旧市镇、城区）包括：鲁瓦扬地区圣厄拉利、鲁瓦扬地区欧布里沃、沙特吕、绍朗什、鲁瓦扬地区圣安德烈。

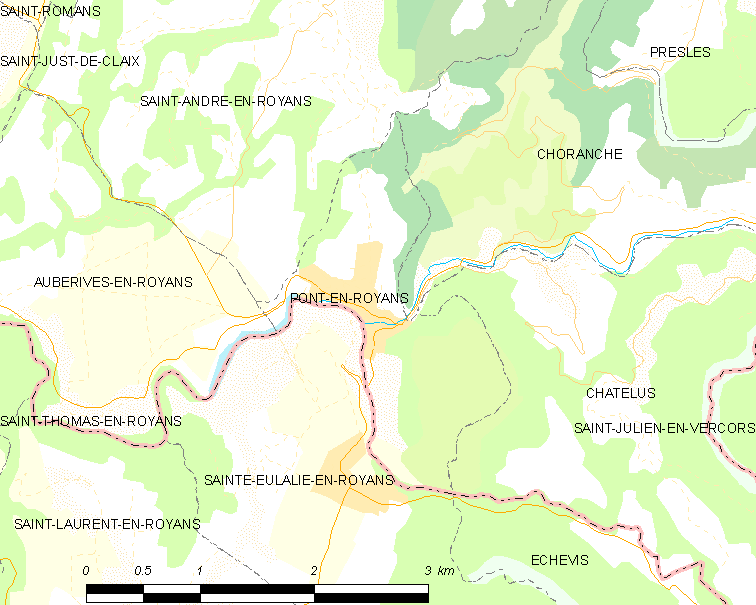
蓬唐魯瓦揚的OSM定位图

蓬唐魯瓦揚的时区为UTC+01:00、UTC+02:00（夏令时）。

## 行政
蓬唐魯瓦揚的邮政编码为38680，INSEE市镇编码为38319。

## 政治
蓬唐魯瓦揚所属的省级选区为南格雷西沃当县。

## 人口

1962-2008年间蓬唐魯瓦揚人口变化图示

蓬唐魯瓦揚于2022年1月1日时的人口数量为809人。